# Apichatpong Weerasethakul
Apichatpong Weerasethakul (* 16. července 1970, Bangkok) je thajský filmový režisér, scenárista a producent. V roce 2010 získal za svůj film Strýček Búnmí Zlatou palmu na festivalu v Cannes. Je též uznávaným výtvarníkem. Vystudoval architekturu v Khon Kaen, výtvarné umění a film v Chicagu. Od začátku 90. let točil snímky na pomezí dokumentu a fikce. V roce 1999 založil produkční společnost Kick the Machine Films. V roce 2000 natočil celovečerní debut Mysterious Object at Noon (ดอกฟ้าในมือมาร). Jeho Tropická nemoc získala roku 2004 v Cannes Cenu poroty. Jeho snímek Světlo století z roku 2006 se stal prvním thajským filmem v hlavní soutěži festivalu v Benátkách.